# Guerriero

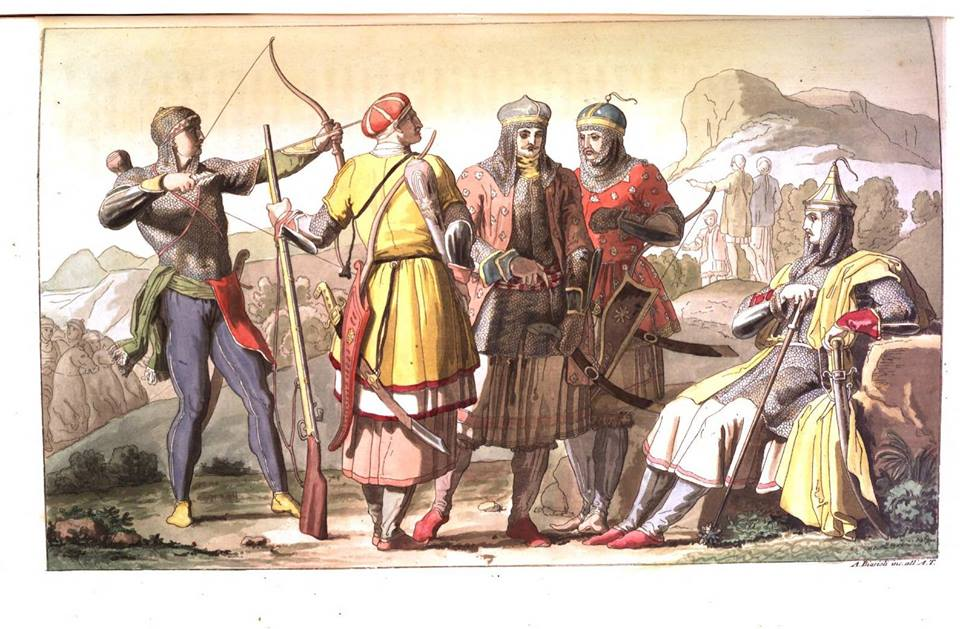
Guerrieri medievali.

Un guerriero è un combattente o un esperto della guerra, la cui figura è stata spesso idealizzata nel corso della storia umana.

## Storia

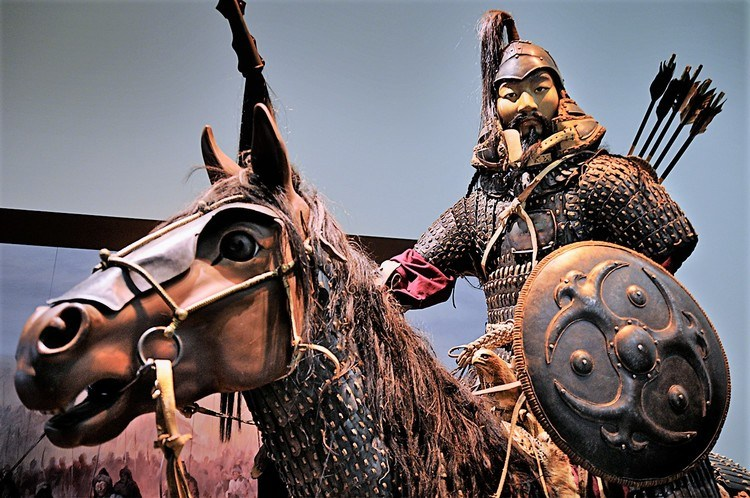
Riproduzione di un guerriero a cavallo dell'Impero Mongolo, uno dei più vasti della storia umana, e la cui organizzazione militare era assai rispettata e temuta.

Nelle società tribali, i guerrieri costituivano spesso una casta, facendo parte di una propria specifica classe.
Nel feudalesimo, i vassalli formavano essenzialmente una classe militare o guerriera, sebbene anche i contadini fossero chiamati a combattere e a partecipare alle contese reali.
In alcune società, la belligeranza poteva occupare un posto talmente rilevante che l'intero popolo, o più spesso l'intera popolazione maschile, poteva essere considerato composto da guerrieri, ad esempio i Maori o le tribù germaniche.

## Classificazione

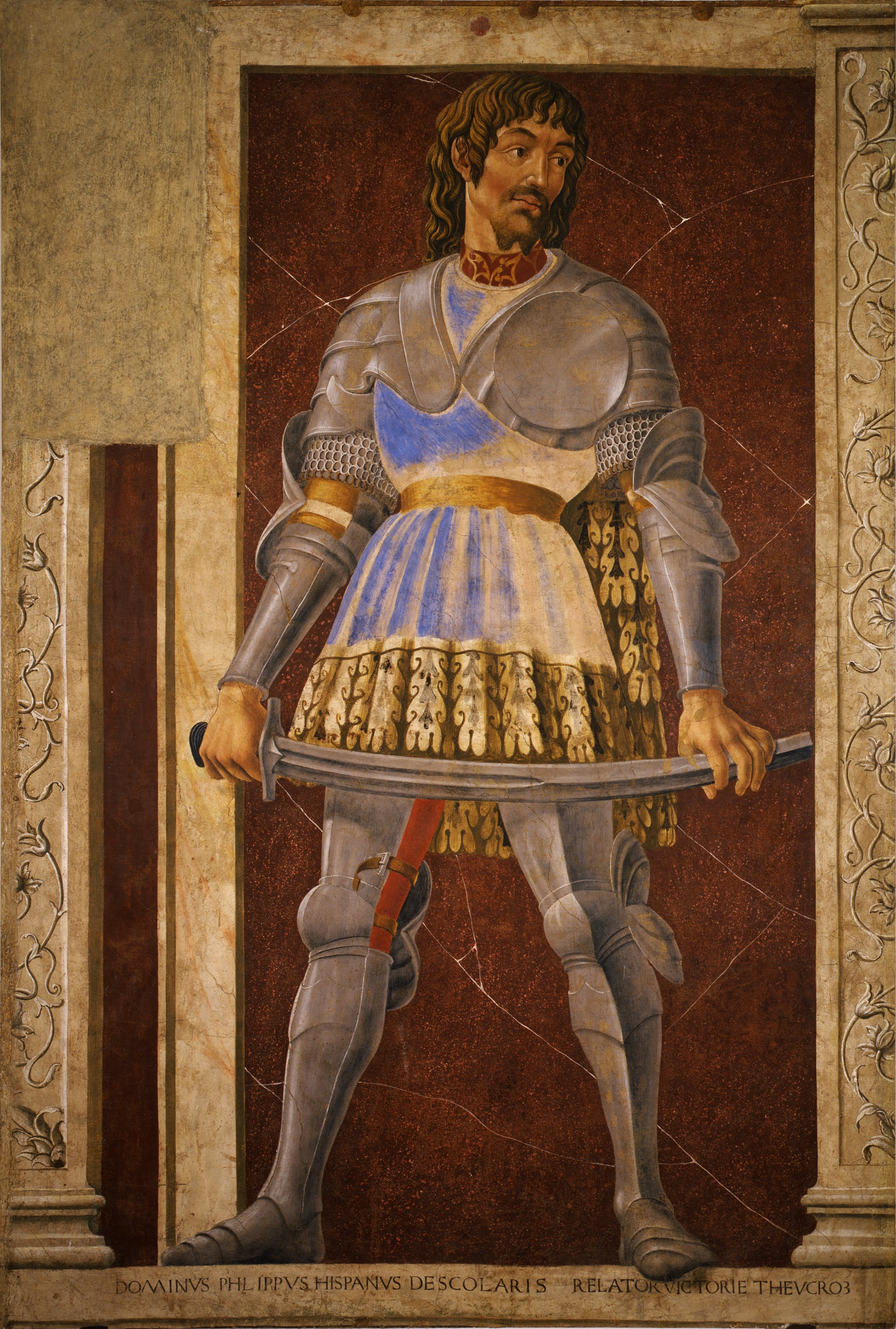
Il cavaliere Pippo Spano, vissuto nel XIV secolo, membro dell'Ordine del Dragone.

I guerrieri professionisti sono persone pagate appositamente per impegnarsi in campagne militari. Costoro rientrano in genere in una delle seguenti categorie:
- soldati: quando combattono per il proprio stato;
- mercenari: quando offrono i propri servigi in forma di commercio, indipendentemente dalla loro nazionalità.

La classificazione di una determinata persona coinvolta in atti di violenza può dare luogo a ulteriori prospettive, nel senso che vi può essere disaccordo sul fatto che costei sia definibile come un teppista, un gangster, un terrorista, un ribelle, un mercenario o un soldato.
Nel 1937 Georges Dumézil formulò la teoria che la società proto-indoeuropea andasse distinta in tre strati fondamentali in base alle loro funzioni: una classe sacerdotale, una guerriera, ed una di cittadini comuni o contadini.
Nella psicologia junghiana, il guerriero è visto spesso come un archetipo chiave della mascolinità, mentre nell'astrologia occidentale appartiene alla simbologia del pianeta Marte.

## Codice del guerriero
In molte società in cui è esistita una classe di guerrieri specializzati, furono istituiti codici di comportamento specifici per garantire che essa non costituisse pericolo per il resto della società.
I codici dei guerrieri, pur nelle diverse situazioni storiche, hanno spesso caratteristiche comuni, e di solito danno valore alla lealtà, al coraggio e all'onore. Ne sono esempio i codici bushido e la cavalleria medievale.